# Franklin Green
Franklin Crawford „Frank“ Green (* 5. Mai 1933 in Chicago; † 24. August 2003 in Grand Junction, Colorado) war ein US-amerikanischer Sportschütze.

## Erfolge
Franklin Green nahm an den Olympischen Spielen 1964 in Helsinki mit der Freien Pistole teil. Mit dieser erzielte er 557 Punkte, sodass er hinter Väinö Markkanen und vor Yoshihisa Yoshikawa die Silbermedaille gewann. Bereits zwei Jahre zuvor war er in Kairo in den Mannschaftswettbewerben mit der Freien Pistole und der Großkaliberpistole Vizeweltmeister geworden. In letztgenannter Disziplin wurde er 1966 in Wiesbaden dann Weltmeister. Bei den Panamerikanischen Spielen 1963 in São Paulo gewann Green sowohl in der Einzel- als auch der Mannschaftskonkurrenz mit der Freien Pistole die Goldmedaille. Diesen Erfolg wiederholte er 1967 in Winnipeg mit der Mannschaft. 1968 wurde er US-amerikanischer Meister mit der Freien Pistole.
Green war Major der US Air Force.